# Gerhard Limberg

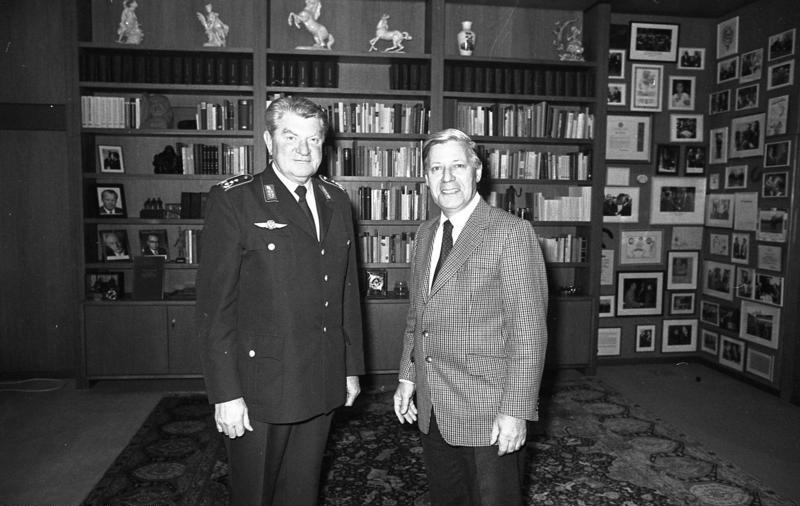
Gerhard Limberg 1978 mit Bundeskanzler Helmut Schmidt

Gerhard Limberg (* 7. Juli 1920 in Eidinghausen (heute Bad Oeynhausen); † 23. März 2006 in Bad Neuenahr-Ahrweiler) war ein deutscher Offizier, zuletzt im Dienstgrad eines Generalleutnants. Von 1974 bis 1978 war er Inspekteur der Luftwaffe.

## Leben
Limberg, Sohn eines Lehrers, war im Zweiten Weltkrieg als Schlachtflieger in der 10./(Jabo-)Staffel des Jagdgeschwaders 2, in der III./Schnellkampfgeschwader 10 und in der III./Schlachtgeschwader 4 eingesetzt. Er wurde am 20. März 1944 mit dem Deutschen Kreuz in Gold ausgezeichnet. Im Krieg hatte er etwa 200 Bombeneinsätze und wurde zweimal abgeschossen. 
1956 trat er im Dienstgrad eines Oberleutnants in die neu gegründete Luftwaffe ein. In der Zeit von 1963 bis 1968 war er Kommodore des 1993 aufgelösten Leichten Kampfgeschwaders 41 in Husum.
In den Folgejahren beschäftigte er sich mit der Nachfolgeplanung für das Flugzeug F-104 Starfighter und der Einführung des Mehrzweckkampfflugzeuges (Tornado). Von 1971 bis 1972 war er Kommandeur der 3. Luftwaffendivision – damals in Kalkar stationiert. 1972 wurde Limberg im integrierten NATO-Stab Stellvertretender Befehlshaber und Chef des Stabes der 4. ATAF in Heidelberg. Schließlich war Generalleutnant Limberg von 1973 bis 1974 Stellvertretender Inspekteur und dann vom 1. April 1974 bis zum 30. September 1978 als Nachfolger von Generalleutnant Rall Inspekteur der Luftwaffe. Mit Ablauf des September 1978 wurde er auf eigenen Antrag in den Ruhestand versetzt.
Limberg war einer der ersten auf Nachkriegsmustern ausgebildeten Flugzeugführer der Luftwaffe der Bundeswehr.
Limberg war verheiratet und hatte ein Kind.

## Auszeichnungen
- Ehrenpokal für besondere Leistung im Luftkrieg (1943)
- Deutsches Kreuz in Gold (1944)
- Frontflugspange für Jäger in Gold (1944)
- Verwundetenabzeichen in Schwarz (1944)
- Verdienstkreuz 1. Klasse des Verdienstordens der Bundesrepublik Deutschland (1973)
- Legion of Merit (1974)
- Großes Verdienstkreuz des Verdienstordens der Bundesrepublik Deutschland (1977)